# Fruängens gård

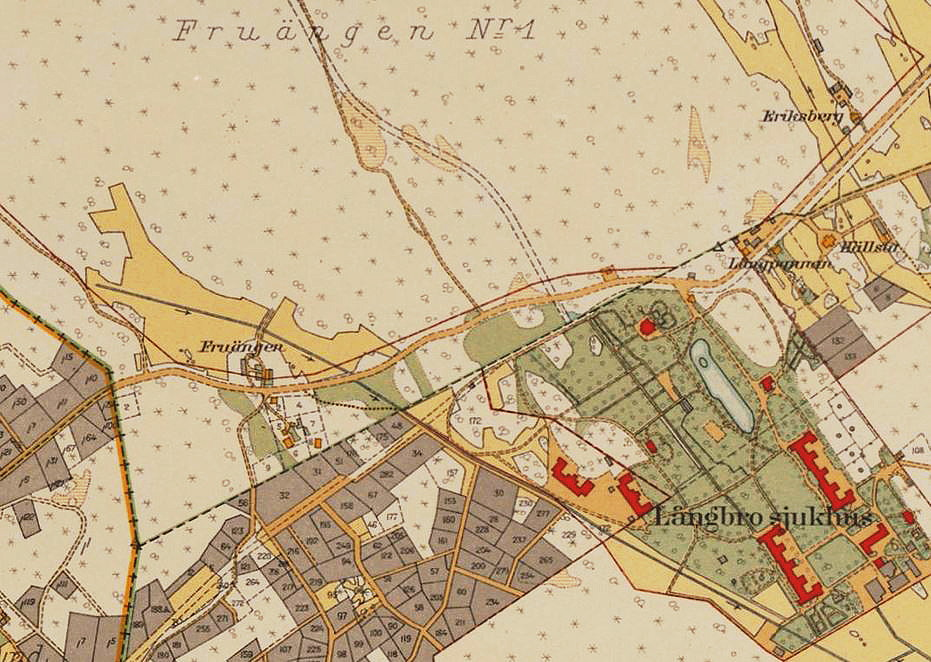
Fruängens gård på 1920-talet.

Fruängens gård var ett torp under Västberga gård i Brännkyrka socken som låg i nuvarande kvarteret Fruängsgården (Elsa Beskows gata 23) i stadsdelen Fruängen i södra Stockholm. Gården är känd sedan slutet av 1700-talet och revs 1964. Idag påminner stadsdelsnamnet och en kvartersbeteckning om det forna torpet.

## Historik

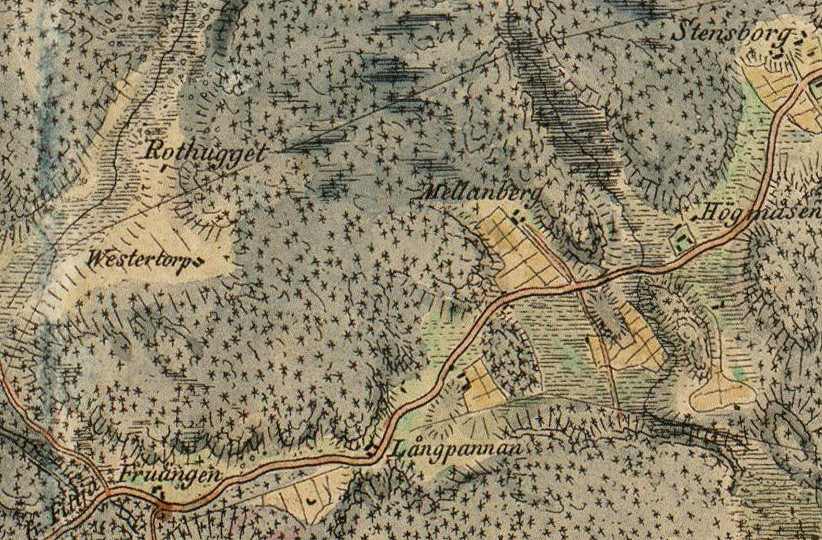
Fruängen och granngårdar 1817.

Torpet Fruängen var en av flera gårdar som under 1600-talets slut och 1700-talet etablerade sig längs den nya "Wägen åth Södertällie och widare". Närmaste grannar var torpen Långpannan i öster, en tidigare krog, och i väster låg Segeltorps gård i Huddinge socken. Långpannan hörde till Långbro gård medan Segeltorp lydde under säteriet Vårby gård. Gårdsnamnet Fruängen är möjligtvis en analogi till Herrängen (Herrängens gård) som ligger ungefär en kilometer söder om Fruängstorpet.
Fruängen låg i direkt anslutning norr om gamla Södertäljevägen och bestod på 1920-talet av en huvudbyggnad och en lada. Marken och byggnaderna ägdes av Västberga gård, som arrenderades ut  årsvis till torparen, vars försörjning bestod i att driva lantbruk. År 1938 lämnade den sista torparen Fruängen. Därefter användes byggnaden av Fruängens scoutkår. Torpet revs 1964 i samband med att stadsdelen Fruängen byggdes ut.

### Historiska bilder

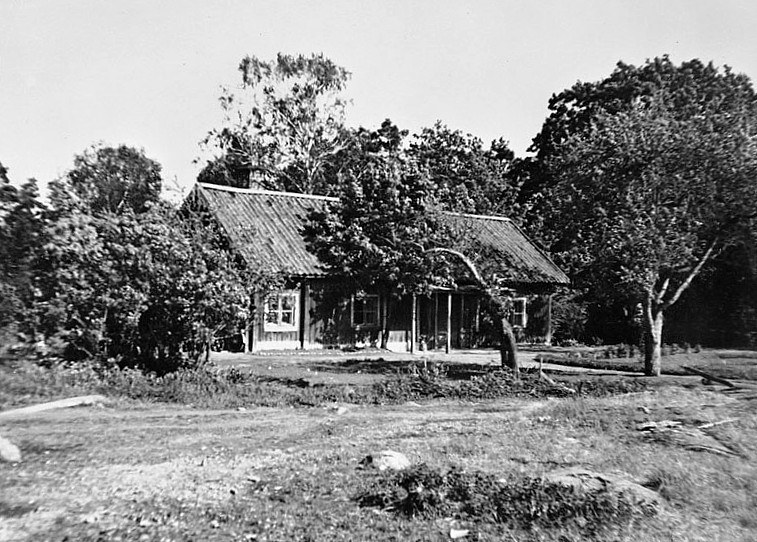
Fruängens gård 1930-1940.
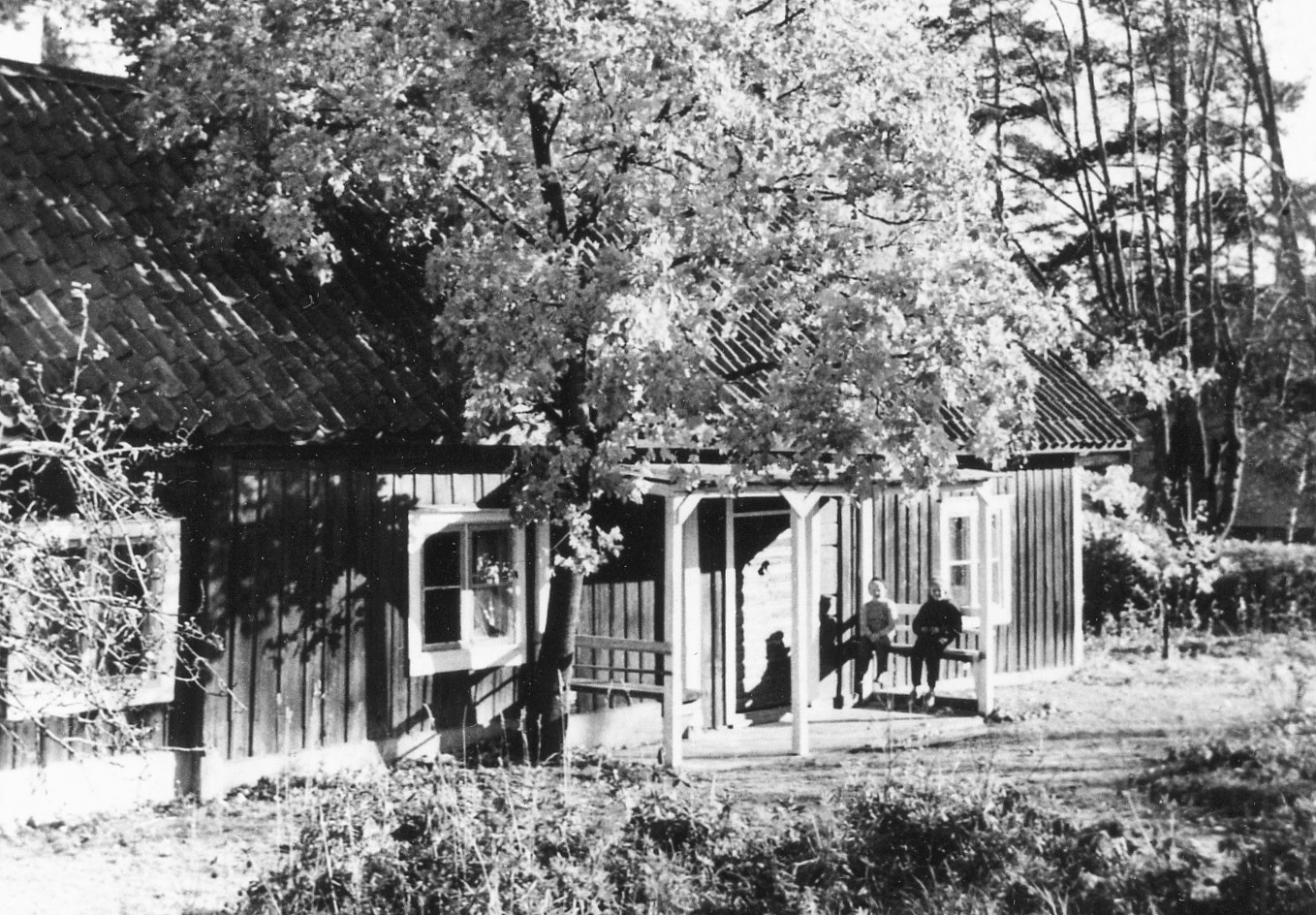
Fruängens gård 1957.
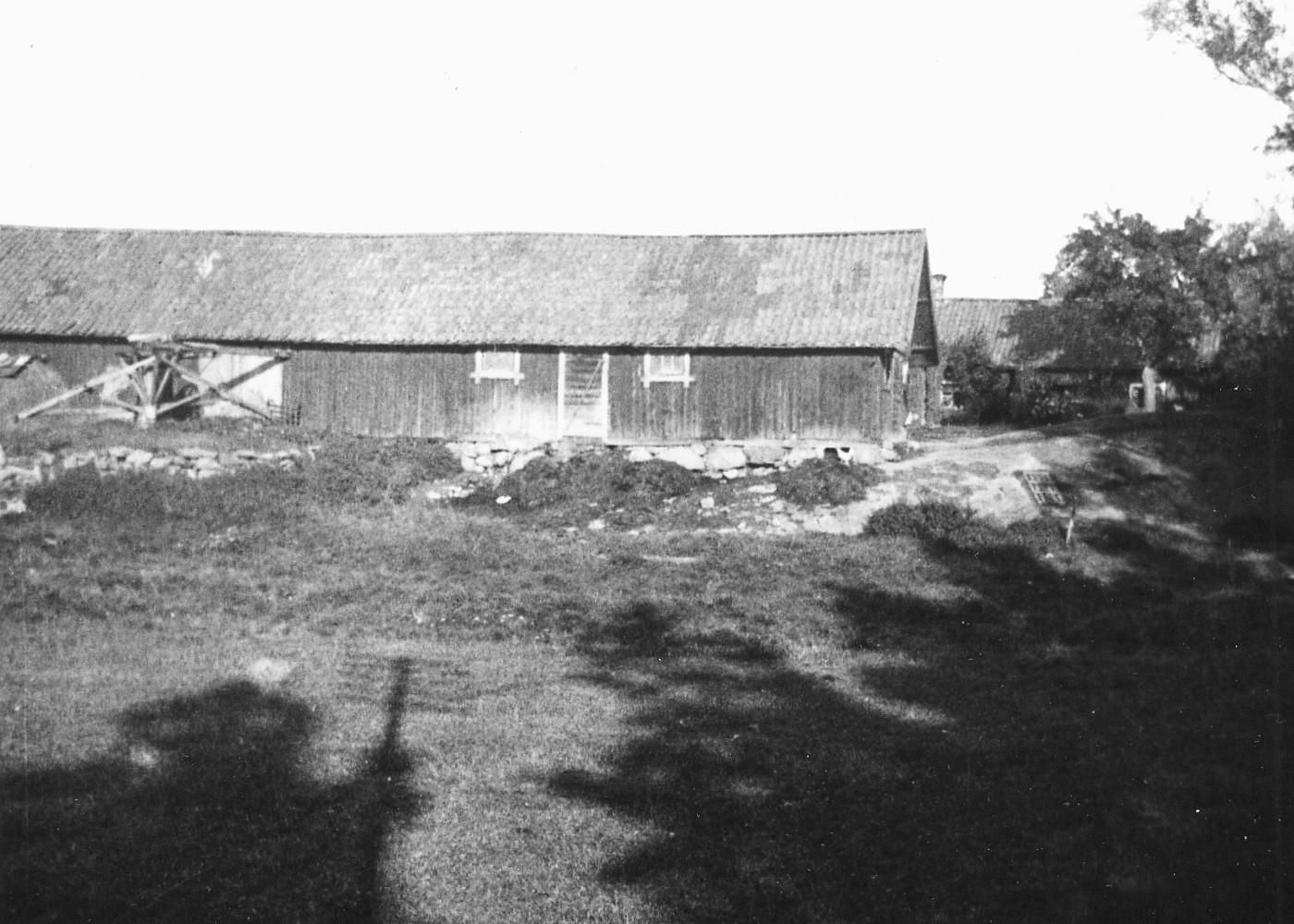
Gårdens lada.
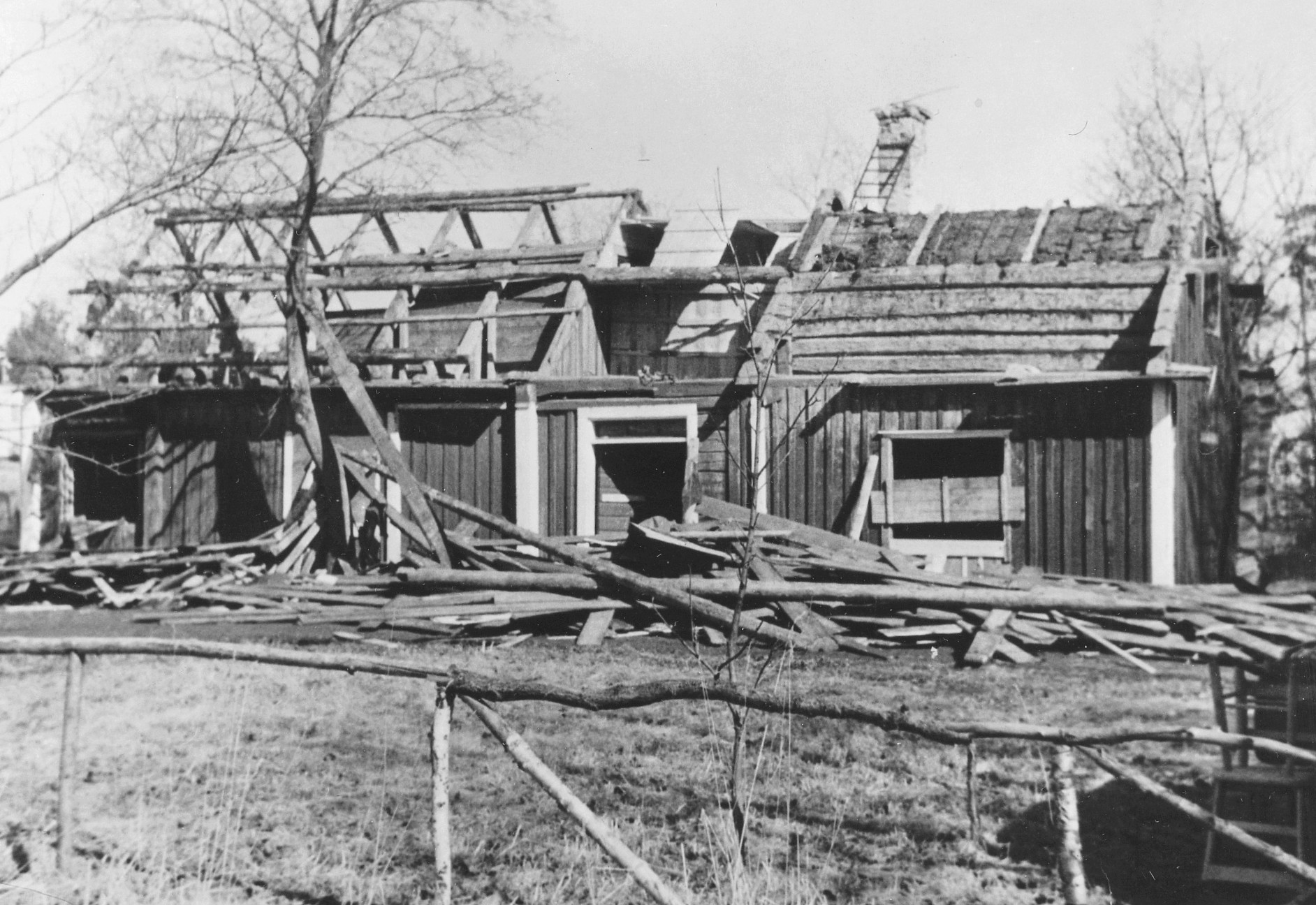
Rivning av gården 1964.

## Fruängsgården
Kvarterets västra del bebyggdes 1967–1968 med ett punkthus i åtta våningar och ett lamellhus i nio våningar, båda ritade av Ervin Pütsep. Här inrymdes Fruängsgårdens servicehus med upptagningshem i hus A och pensionärshem i hus B. 1978 tillkom pensionärsbostäder ritade av Birgitta Beeck och åren 2005–2007 gjordes omfattande upprustnings- och ombyggnadsarbeten. Fruängsgården har förvaltats av Micasa Fastigheter i Stockholm AB sedan bolaget bildades 1999.
Kvarterets östra del, där Fruängens gård en gång låg, förblev obebyggd under många år. Här planerades från början en rehabiliteringscentral, men den uppfördes aldrig. Området blev istället till vildvuxen parkmark med synliga fundamentrester av den tidigare bebyggelsen och en avsnörd, oanvänd stump av gamla Södertäljevägen som gick tvärs över tomten. I början av 1980-talet byggdes här sju bostadshus efter ritningar av Coordinator arkitekter.

### Fruängsgården bilder

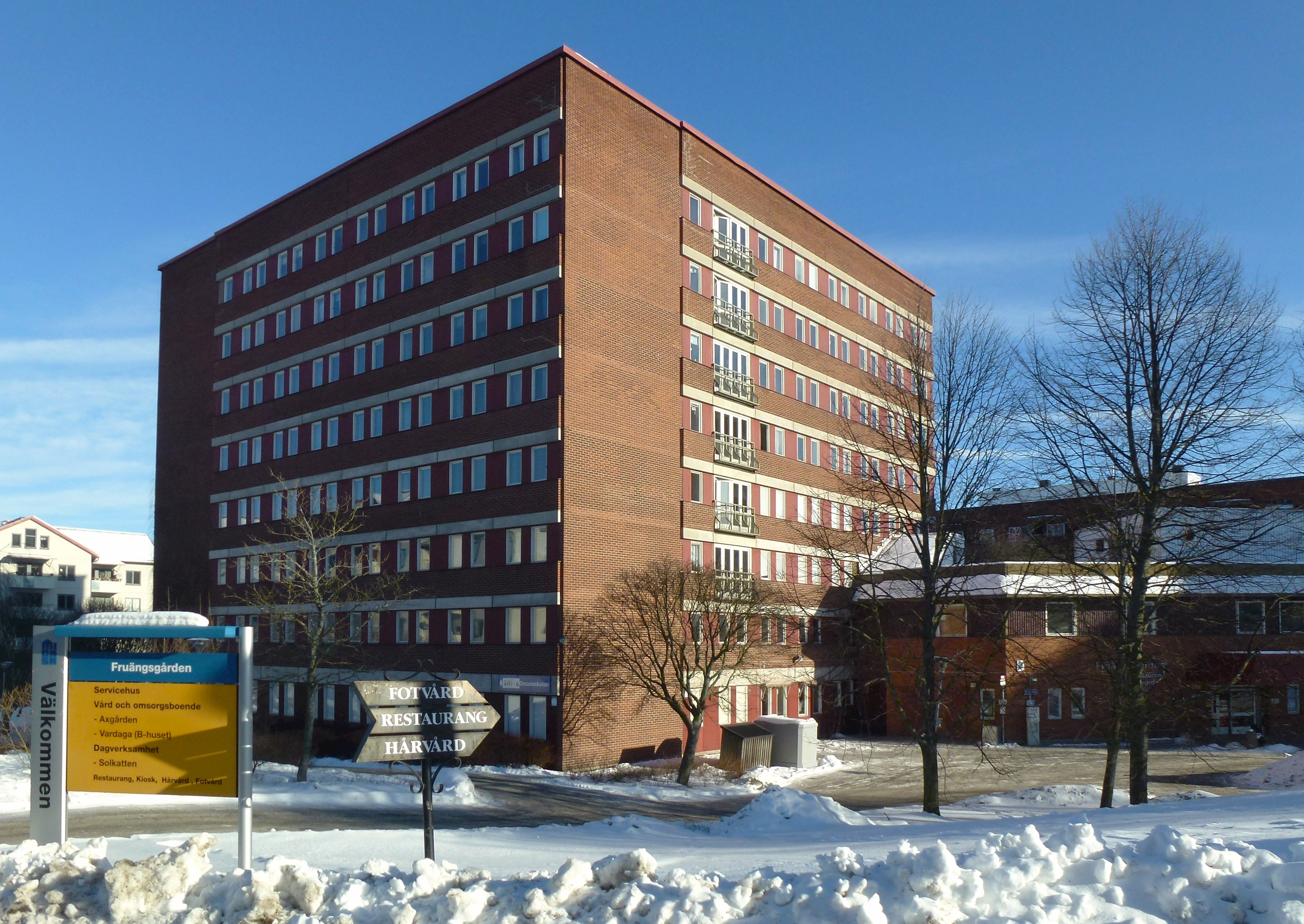
Fruängsgårdens punkthus.
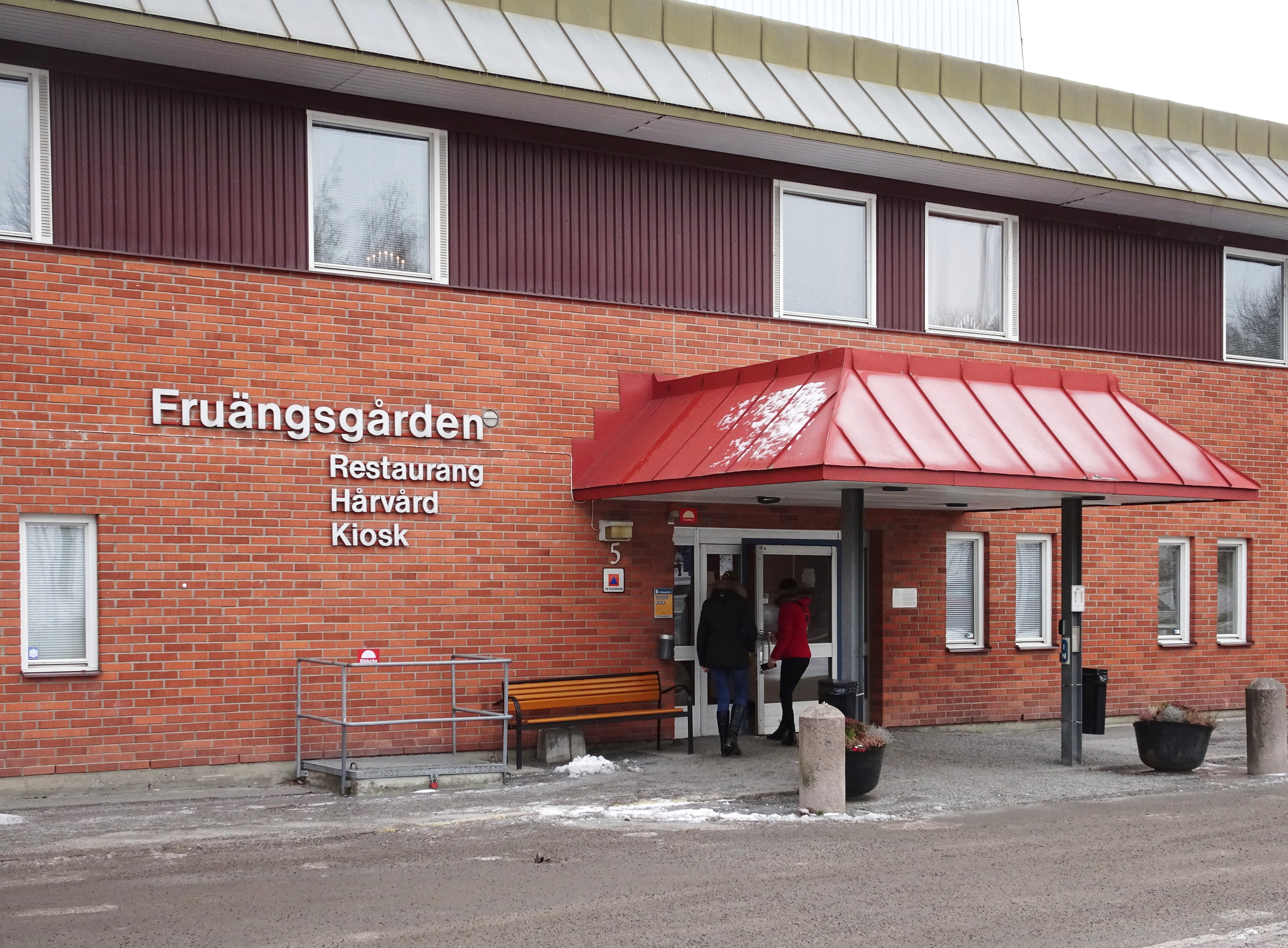
Fruängsgårdens entré.
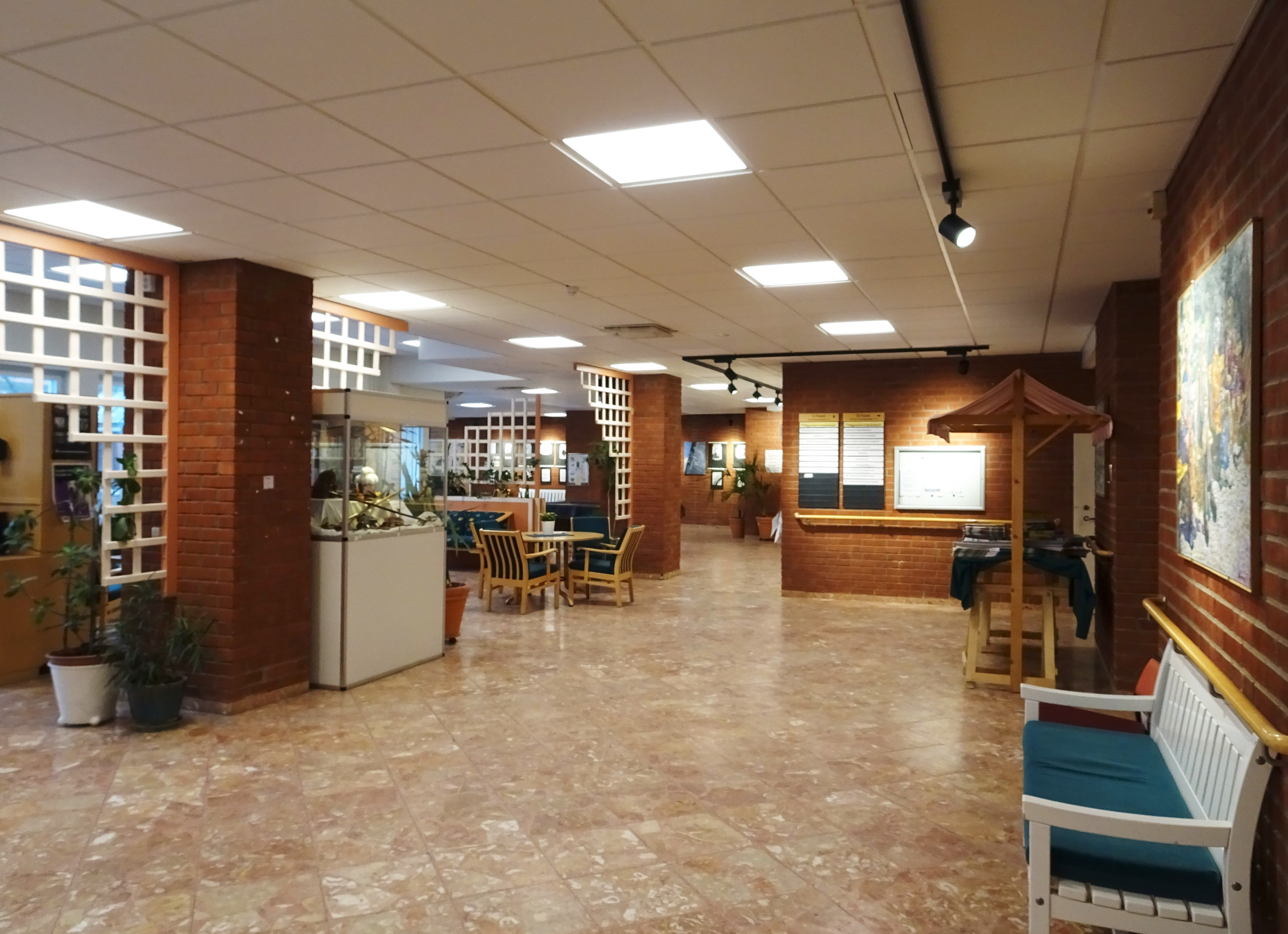
Fruängsgårdens uppehållsrum.
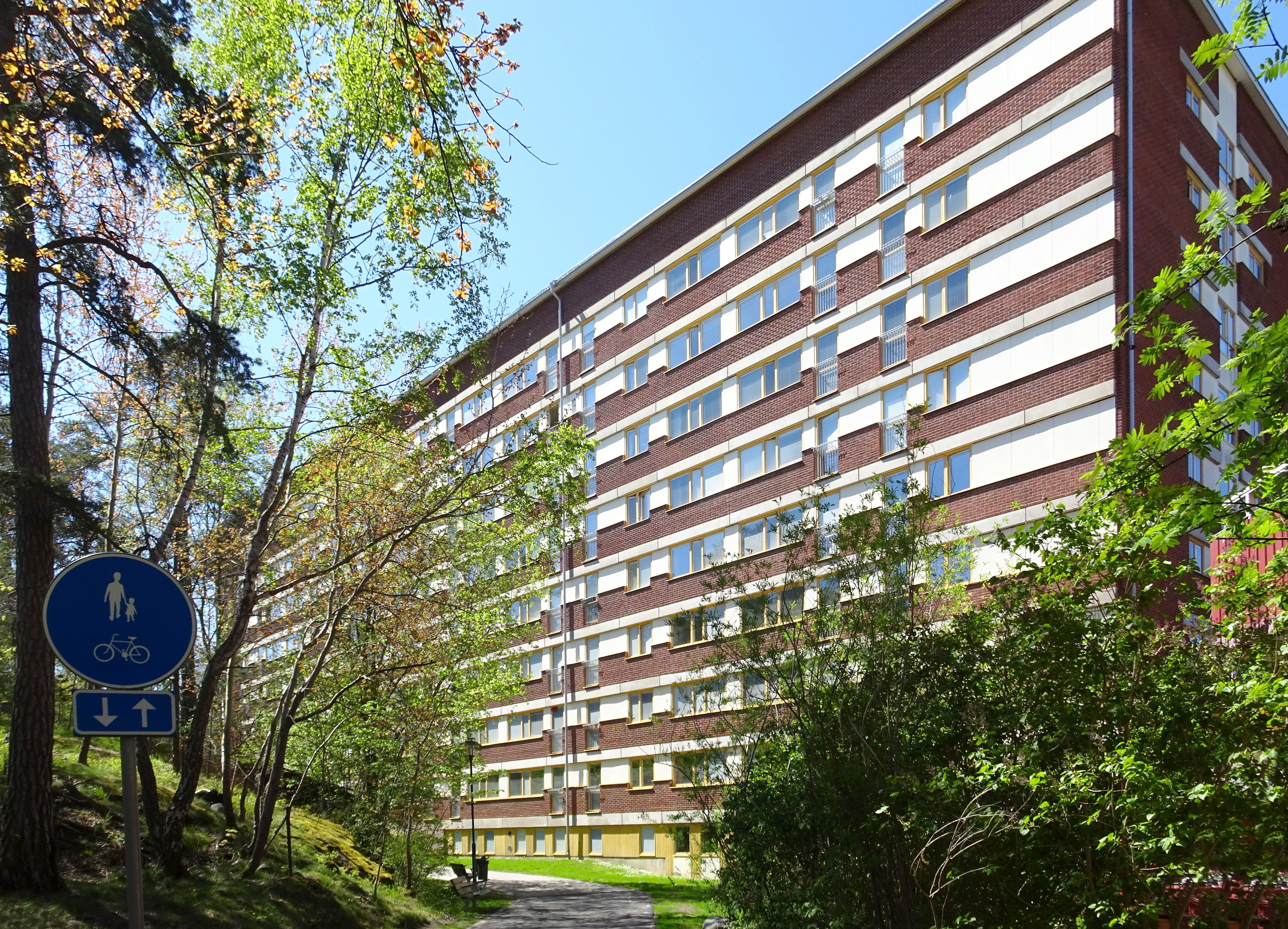
Fruängsgårdens lamellhus.